# Paul-Mathieu Novellini
Paul-Mathieu Novellini, né le 29 juin 1831 à Lento et mort en 1918 à Ajaccio, est un peintre français d'histoire et de compositions religieuses.

## Biographie
Paul-Mathieu Novellini naît le 29 juin 1831 à Lento. Il est originaire de Naples par son père Michel, attiré par les Beaux-Arts, Paul-Mathieu Novellini devait être l'élève du peintre bastiais Luigi Varese (co) mais le décès prématuré de ce-dernier, en 1852, l'en empêche.[réf. souhaitée]
Formé en Italie puis à Paris, il est élève de Luigi Brunetti et de Charles Gleyre.
Peintre d'histoire et de compositions religieuses, il expose au Salon de peinture et de sculpture de 1866 à 1879.

## Distinctions
- Médaille militaire

.

## Postérité
Plusieurs de ses œuvres se retrouvent classées monument historique à titre d'objet mobilier protégé.

## Œuvres (sélection)
- Saint Pierre (salon de 1866) : Palais Fesch, Ajaccio[6].
- La Vierge apparaissant à saint Roch et à saint Michel[7].